# Dorfkirche Reetz (Prignitz)

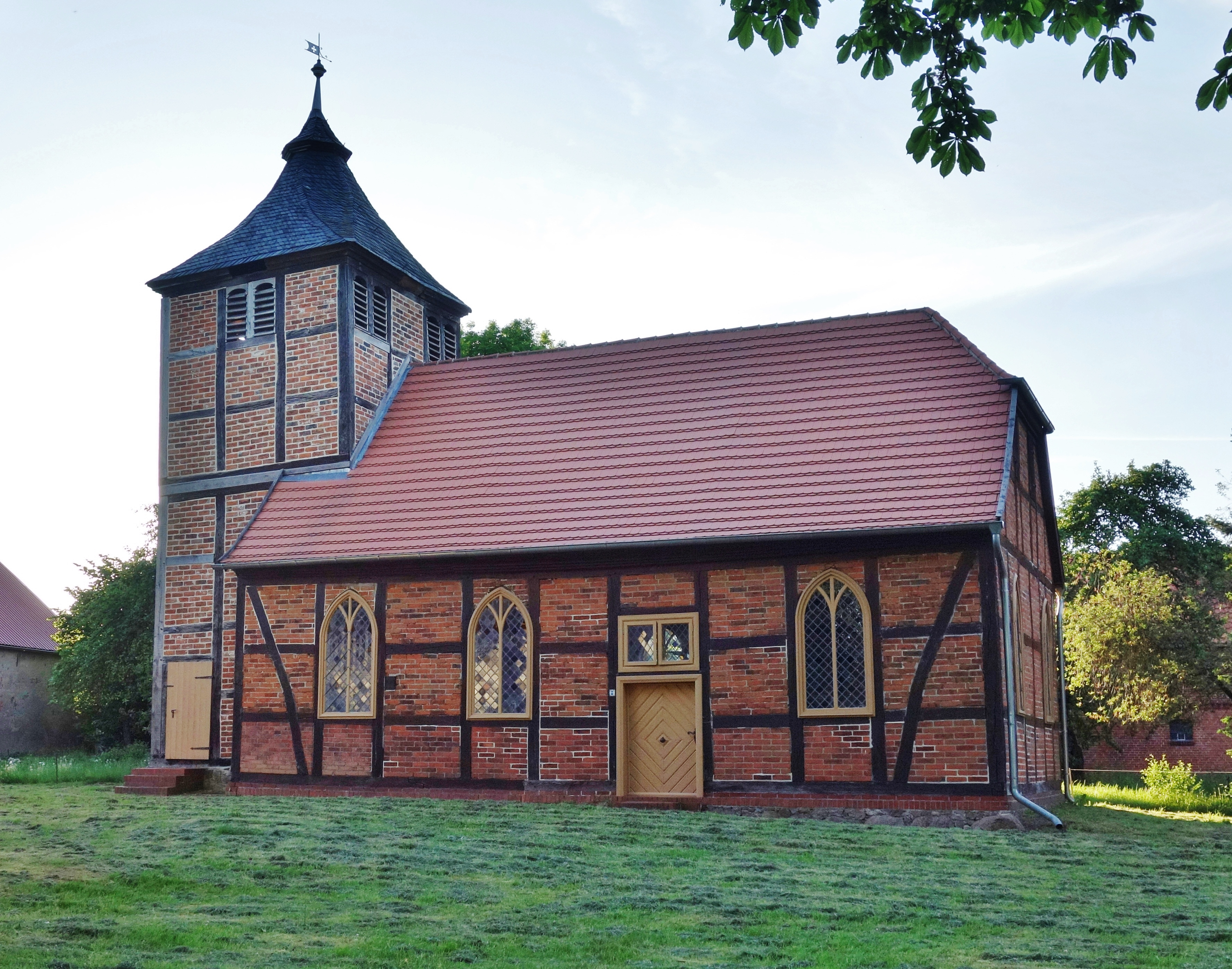
Südseite

Die evangelische Dorfkirche Reetz ist ein Kirchengebäude im Ortsteil Reetz der Gemeinde Gülitz-Reetz  im Landkreis Prignitz  des deutschen Bundeslandes Brandenburg. Sie gehört zum Pfarrsprengel Berge-Neuhausen im Evangelischen Kirchenkreis Prignitz (Evangelische Kirche Berlin-Brandenburg-schlesische Oberlausitz).

## Architektur
Die einschiffige Saalkirche stammt von 1778. Der Fachwerkbau mit Ziegelausfachungen trägt ein Satteldach mit einem Krüppelwalm auf der Ostseite. Zu Beginn des 19. Jahrhunderts wurde der eingezogene Fachwerkturm mit konkav gewölbtem Zeltdach zugefügt. 1852 wurden die Fenster mit einem neugotischen Spitzbogen versehen. Eine Restaurierung erfolgte 2012.

## Orgel
Die Orgel wurde  1890 von Albert Hollenbach gebaut und 1995 von der Eberswalder Orgelbauwerkstatt restauriert.